# Giampilieri Marina
Giampilieri Marina (in siciliano Giampileri)  è una frazione costiera della I Circoscrizione del comune di Messina, posta 16 km a Sud dal centro cittadino.  Il paese si affaccia sulle rive dello Stretto di Messina e confina a Sud col comune di Scaletta Zanclea, a Nord con Briga Marina e ad Ovest con Giampilieri Superiore.
 Fino al riordino nel 2005 delle Circoscrizioni comunali, Giampilieri Marina era sede degli uffici del Primo Quartiere - "Piliero".

## Toponimo
Il suo nome deriva da Giovanni Piliero, antico proprietario terriero della zona, mentre l'aggettivo "marina" fa riferimento alla sua posizione geografica per differenziarlo da Giampilieri Superiore.

## Storia

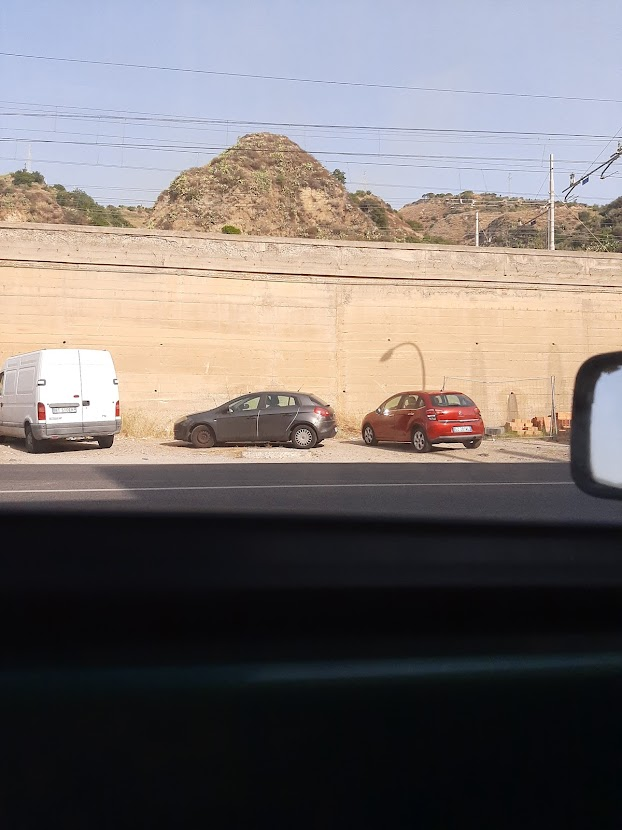
Veduta di Monte Arancino

La storia del paese è relativamente recente. Da piccolo borgo di pescatori, posto sulle rovine dell'antica strada romana Consolare Valeria, spopolato dalle incursioni barbaresche e dalla malaria, iniziò a svilupparsi attorno alla fine del XIX secolo, allorché venne costruita sia la stazione della Ferrovia Messina-Catania e sia la tranvia Messina-Giampilieri, il cui percorso terminava nel capolinea Sud che era Giampilieri Marina.
L'economia del villaggio si basava sulla coltivazione degli agrumi che alimentava una discreta industria manifatturiera, che usufruiva del vicino scalo merci per la spedizione in Italia e all'estero dei limoni e dei suoi derivati. Con la crisi del comparto, l'economia di Giampilieri Marina decadde. Oggi il villaggio è luogo di tranquilla villeggiatura estiva.
Nella notte tra l'1 e il 2 ottobre 2009 la frazione è stata maggiormente colpita dall'alluvione di Messina, che ha causato 37 morti e 95 feriti.

## Monumenti e luoghi d'interesse

### Edifici privati
- Casino di Terra Nuova. Piccolo complesso architettonico in proprietà privata (non visitabile) con all'interno una fontana del XVI secolo attribuita a Rinaldo Bonanno avente come tema: Arione su due delfini.

### Edifici pubblici
- Scuola materna

### Luoghi di culto
- Chiesa di San Mauro (XX secolo)

## Infrastrutture e trasporti
Giampilieri Marina è percorsa in tutta la sua lunghezza dalla via vecchia Nazionale che attraversa la parte antica del villaggio e a monte di esso dall'Autostrada Messina-Catania e dalla ex Strada statale 114 Orientale Sicula. Lungo quest'ultima, fra il 1892 e il 1951, la località era servita dalla tranvia Messina-Giampilieri della SATS, elettrificata nel 1917, che proprio qui trovava la stazione capolinea.
Nella medesima località è presente la stazione "Giampilieri" del servizio ferroviario suburbano Messina-Giampilieri svolto da Trenitalia nell'ambito del contratto di servizio stipulato con la Regione Siciliana lungo la ferrovia Messina-Siracusa; tale impianto svolge funzione di passaggio dal doppio al semplice binario.
Giampilieri Marina è collegata al centro cittadino dagli autoservizi ATM.

## Curiosità
- Ogni estate nei pressi della spiaggia si tiene l'evento "Il torneo dei Vitelli". Una manifestazione calcistica che unisce tutto il paese.

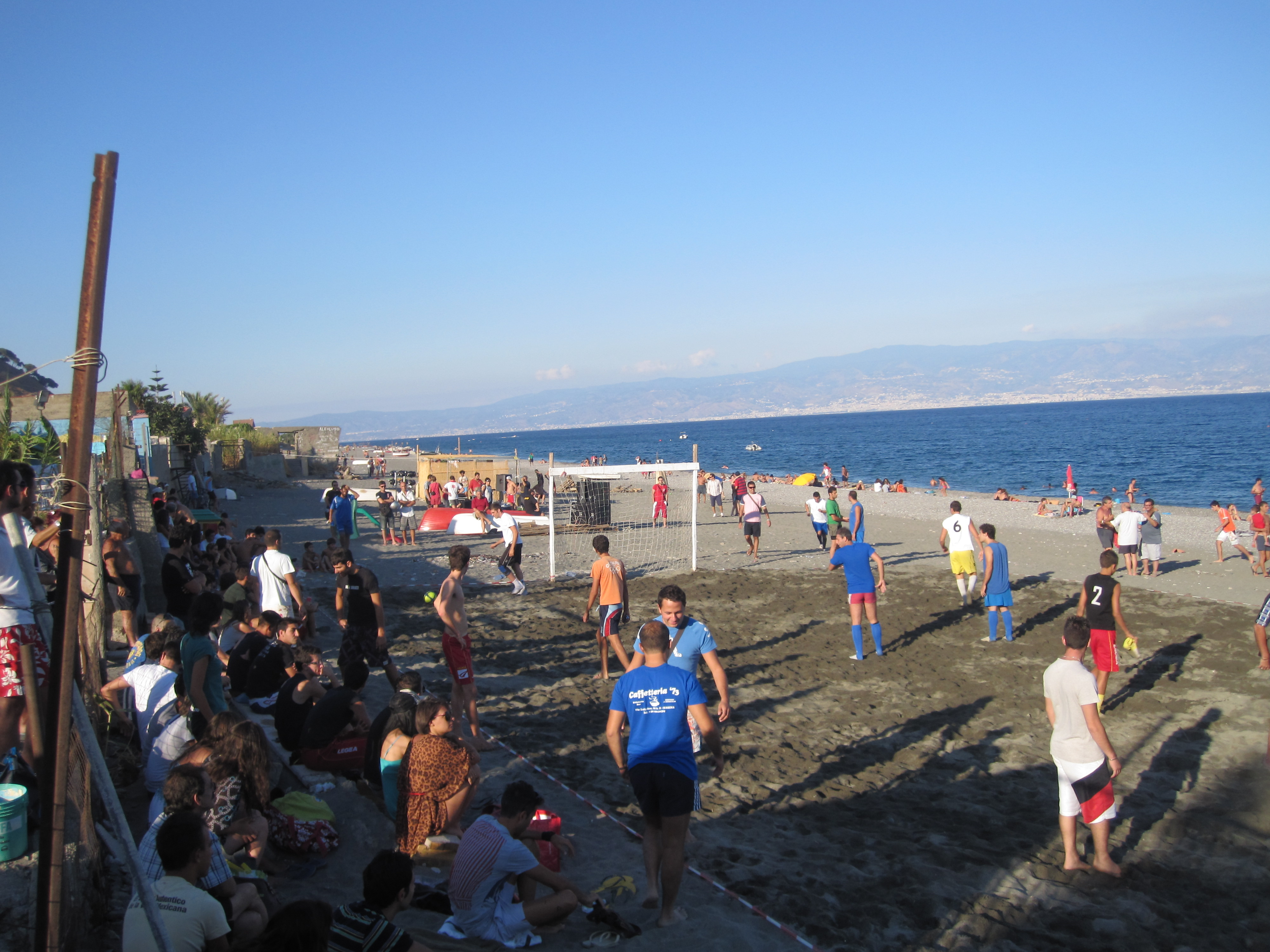
La spiaggia di Giampilieri Marina.